# Ronga (Burkina Faso)
Pour les articles homonymes, voir Ronga.
Ronga est une localité située dans le département de Koumbri de la province du Yatenga dans la région Nord au Burkina Faso.

## Économie
Historiquement l'activité principale de Ronga est l'agriculture de subsistance. Un programme de coopération belge soutient une Caisse de résilience à laquelle adhérent des femmes pour mettre en place un système de micro-crédit qui permet de réduire la vulnérabilité des agriculteurs face aux sécheresse en période de soudure alimentaire. 
Depuis le milieu des années 2000, la commune de Ronga est devenue est site d'orpaillage artisanal, créant des mouvements de population et des ponctuellement des troubles à l'ordre public entre mineurs, concessionnaire (la société minière SOMIKA, basée à Ouahigouya) et autorités.

## Santé et éducation
Ronga accueille un centre de santé et de promotion sociale (CSPS) tandis que le centre hospitalier régional (CHR) se trouve à Ouahigouya. En 2013 est réalisé l'amménagement de cinquante latrines dans le village.
Le village possède une école primaire publique.